# Fight Quest
Fight Quest is een programma dat wordt uitgezonden op Discovery Channel waarin vechters Jimmy Smith en Doug Anderson de hele wereld rondreizen om verschillende vechtsporten te beoefenen.
Jimmy en Doug krijgen elk een andere trainer waar ze vijf dagen krijgen om de verschillende stijlen van de vechtsport onder de knie te krijgen. Na deze vijf trainingsdagen moeten ze laten zien wat ze geleerd hebben in een demonstratie of gevecht.

## Afleveringen
| #  | Land                 | Vechtsport               | Uitzenddatum      |
| -- | -------------------- | ------------------------ | ----------------- |
| 1  | Volksrepubliek China | Kungfu (Wushu; San shou) | 28 december 2007  |
| 2  | Filipijnen           | Kali                     | 4 januari 2008    |
| 3  | Japan                | Kyokushin                | 11 januari 2008   |
| 4  | Mexico               | Boksen                   | 18 januari 2008   |
| 5  | Indonesië            | Pencak Silat             | 25 januari 2008   |
| 6  | Frankrijk            | Savate                   | 1 februari 2008   |
| 7  | Zuid-Korea           | Hapkido                  | 8 februari 2008   |
| 8  | Brazilië             | Braziliaans Jiu Jitsu    | 15 februari 2008  |
| 9  | Israël               | Krav maga                | 22 februari 2008  |
| 10 | Verenigde Staten     | Kajukenbo                | 28 februari 2008  |
| 11 | Thailand             | Thaiboksen               | 26 september 2008 |
| 12 | India                | Kalaripayattu            | 26 september 2008 |
| 13 | Hongkong             | Wing Chun                | 10 januari 2009   |